# Kostiantyniwka (obwód sumski)
Kostiantyniwka (ukr. Костянтинівка) – wieś na Ukrainie, w obwodzie sumskim, w rejonie sumskim, w hromadzie Chotiń. W 2001 liczyła 243 mieszkańców.